# Eutelia mesogona
Eutelia mesogona là một loài bướm đêm trong họ Noctuidae.